# Bazylika św. Michała Archanioła w Mentonie
Bazylika św. Michała Archanioła w Mentonie – barokowy kościół katolicki wzniesiony w latach 1639–1653 w miejscowości Mentona na Lazurowym Wybrzeżu. 

## Historia
Inicjatorem budowy kościoła był książę Monako Honoriusz II, który zamówił jego projekt u Lorenzo Lavagni. 27 maja 1619 w obecności księcia oraz biskupa Vintimille Nicoli Spinozy został uroczyście położony kamień węgielny. Ze względu na specyficzne położenie kościoła na stoku wzniesienia właściwe prace budowlane rozpoczęły się dopiero 20 lat później, a w 1653 budynek został otwarty dla wiernych, chociaż formalne poświęcenie miało miejsce dopiero w 1675. 
W 1701 według projektu Emmanuela Cantone'a została wybudowana dzwonnica kościelna – najwyższy budynek w mieście (53 metry). Jeszcze do 1819 trwały prace na fasadzie budynku, zachowujące pierwotnie planowany styl barokowy. Od czerwca 1961 budynek posiada status zabytku. W 1999 papież Jan Paweł II podniósł kościół do rangi bazyliki mniejszej.. 
Od 1949 odbywa się na dziedzińcu bazyliki coroczny Festiwal Muzyczny w Mentonie.  

## Architektura
Kościół wzniesiony jest na planie krzyża łacińskiego w stylu barokowym. Jest trzynawowy, czteroprzęsłowy. Fasada budynku jest bogato dekorowana pilastrami i płaskorzeźbami, boczne ściany nie są zdobione. Najwyższym punktem kościoła jest dzwonnica zwieńczona hełmem. 
Wnętrze budynku jest wyłożone marmurem i dekorowane pilastrami. W marmurowym ołtarzu głównym w kościele znajduje się malowana drewniana figura św. Michała zabijającego smoka z 1820. Do nawy przylegają kaplice boczne, ufundowane przez bogate rodziny z Mentony.